# Babycurus kirki
Espèce
Synonymes
- Rhoptrurus kirki Pocock, 1890
- Babycurus neglectus Kraepelin, 1896

Babycurus kirki est une espèce de scorpions de la famille des Buthidae.

## Distribution
Cette espèce se rencontre au Sénégal, en Guinée, en Côte d'Ivoire, au Togo, au Nigeria, au Cameroun et au Gabon.

## Description
Le mâle holotype mesure 59 mm.
Babycurus kirki mesure de 60 à 65,6 mm.

## Systématique et taxinomie
Cette espèce a été décrite sous le protonyme Rhoptrurus kirki par Pocock en 1890. Elle est placée dans le genre Babycurus par Kraepelin en 1895. Elle est placée en synonymie avec Babycurus buettneri par Kraepelin en 1899. Elle est relevée de synonymie par Kovařík en 1998 qui dans le même temps place Babycurus neglectus en synonymie.

## Étymologie
Cette espèce est nommée en l'honneur de John Kirk.

## Publication originale
- Pocock, 1890 : « A revision of the genera of Scorpions of the family Buthidae with descriptions of some South-African species. » Proceedings of the Zoological Society of London, vol. 10, p. 114–141 (texte intégral).